# Rafel Josep Verger i Suau
Rafel Josep Verger i Suau (Santanyí, 1722 – Monterrey, 1790), localment més conegut com a Bisbe Verger, fou un religiós mallorquí. Als 12 anys va sentir la vocació i va ingressar al convent de Jesús de Palma. El 1747 va rebre la llicència episcopal per predicar i amb 27 anys es va sentir atret pel treball de missioner, per la qual cosa, el 1749, va partir cap a Mèxic. Va estar 33 anys al Col·legi de Propaganda Fide de Sant Ferran i el seu treball es va centrar sempre en la defensa dels nadius. Va tenir una gran relació amb fra Juníper Serra. El 1783 va ser elegit bisbe del Nou Regne de Lleó a Mèxic i va posar els fonaments d'una extensa diòcesi. Mentre va ser bisbe va ordenar una nova planificació de la ciutat de Monterrey. Va intentar organitzar l'agricultura com a base per a la subsistència i va introduir a Mèxic algunes espècies d'arbres mallorquins. L'Ajuntament de Santanyí el va nomenar fill il·lustre el 1949 i el seu retrat, d'autor desconegut, roman a la sala de plens. La localitat té una carrer amb el seu nom. Des de 1961, un centre escolar de la localitat porta el seu nom.